# UCA El Salvador
Universidad Centroamericana José Simeón Cañas, connue sous le nom de UCA El Salvador, est une université privée à but non lucratif à San Salvador, au Salvador, dirigée par la Compagnie de Jésus. Elle a été fondée le 15 septembre 1965, à la demande d'un groupe de familles catholiques romaines qui ont fait appel au gouvernement salvadorien et à la Compagnie de Jésus afin de créer une autre université comme alternative à l'Université du Salvador, devenant ainsi la première université privée établissement d'enseignement supérieur du pays. Les jésuites dirigent également l'Université d'Amérique centrale au Nicaragua (UCA Managua), ouverte en 1960.

## Histoire
L'UCA a depuis évolué pour devenir l'une des meilleures institutions d'enseignement supérieur en Amérique centrale (Guatemala, El Salvador, Honduras, Nicaragua, Costa Rica et Panama). C'est le cas, malgré l'accent mis par l'université sur le rôle décisif dans la transformation de la société salvadorienne injuste. Un tel accent dans le contexte salvadorien a conduit l'université à donner la priorité aux diplômes de premier cycle, à la recherche en sciences sociales et à la présentation populaire des résultats de la recherche ("projection sociale") dans des revues locales à comité de lecture,.
Dans les années 1970 et 1980, pendant la guerre civile au Salvador, l'UCA était connue pour abriter plusieurs universitaires et intellectuels jésuites de renommée internationale, dont Jon Sobrino, Ignacio Ellacuría, Ignacio Martín-Baró et Segundo Montes. Ils se sont prononcés ouvertement contre les abus de l'armée et du gouvernement salvadoriens et ont effectué des recherches pour démontrer les effets de la guerre et de la pauvreté dans le pays. Les conditions sociales extrêmes au Salvador ont fourni une base empirique très riche pour des recherches innovantes en sociologie, anthropologie sociale, philosophie, psychologie sociale et théologie. Ces chercheurs ont apporté des contributions importantes et durables dans ces domaines. Ellacuría, Martín-Baró et Segundo Montes, ainsi que trois autres professeurs jésuites, leur gouvernante et sa fille, ont été assassinés par les forces armées salvadoriennes le 16 novembre 1989, dans l'un des épisodes les plus notoires de la guerre civile.

## Campus
L'université est située à Antiguo Cuscatlán. Le campus universitaire compte 38 acres (16 ha) avec 33 bâtiments, un terrain de football professionnel, des terrains de basket-ball et de volley-ball, ainsi que trois auditoriums et quatre cafétérias. Le campus comprend également une supérette, un musée, trois cliniques, une librairie, une bibliothèque principale, plusieurs bibliothèques thématiques plus petites et un centre de documentation.